# Incenerimento termico
L'incenerimento termico è una tecnologia di depurazione dell'aria nella quale l'effluente gassoso inquinato (in particolare, contenente miscele aria-vapori di solventi e composti organici volatili) viene immesso in un bruciatore e riscaldato fino ad innescare l'ossidazione che trasforma i COV in acqua H2O, anidride carbonica CO2 ed energia termica.

## Meccanismo
L'incenerimento termico può essere effettuato con o senza fiamma.

### Incenerimento termico a fiamma
L'incenerimento a fiamma si utilizza quando la concentrazione di inquinante, in grado di bruciare, è talmente elevata da impartire alla corrente gassosa un comportamento simile ad un combustibile gassoso. La miscela inquinata, infatti, è in grado di produrre una fiamma costante grazie all'istaurarsi di un regime di autosostentamento. 
Tali miscele, addizionate eventualmente con aria, hanno un contenuto di COV maggiore del limite inferiore di infiammabilità e le sostanze inquinanti vengono quindi distrutte grazie alla combustione. 
Un impianto di incenerimento termico è composto solitamente da una camera di combustione dove affluisce aria inquinata dopo preriscaldamento nello scambiatore. Alla camera di combustione viene alimentato del combustibile ausiliario, preferibilmente gassoso, necessario per le operazioni di avviamento e per sopperire all'eventuale insufficiente preriscaldamento dell'effluente inquinato.
Le temperature di regime in questi inceneritori sono superiori ai 1200 °C e in ogni modo dipendono dalla tipologia dei COV presenti nel flusso gassoso. 

### Incenerimento termico senza fiamma
L'incenerimento termico senza fiamma si utilizza quando la concentrazione delle sostanze combustibili è compresa tra il 25 e il 50% del limite inferiore di infiammabilità. La miscela gassosa viene riscaldata sino alla temperatura che è in grado di garantire la combustione completa dei COV, senza necessità di accensione di fiamma. Il processo non richiede pertanto l'aggiunta di aria. 
Qualora non sia possibile garantire il mantenimento delle temperature di esercizio comunemente usate (900 °C), risulta necessario utilizzare dei bruciatori di avvio e di sostegno alimentati con combustibili sia gassosi che liquidi. 
Il moto turbolento necessario alla combustione è ottenuto con l'uso di diaframmi o con entrate tangenziali delle correnti gassose nell'inceneritore.

## Applicazioni
Le tecniche di distruzione completa dei COV in aria si utilizzano se la loro concentrazione nell'aria è medio- bassa (2-20 g/m3). 
In particolare i settori della verniciatura e del lavaggio/sgrassaggio rappresentano circa il 75% delle industrie italiane dotate di impianti per l'abbattimento dei COV. Di questi, gli impianti di abbattimento che utilizzano la combustione (incenerimento termico o combustione catalitica) rappresentano rispettivamente il 90% delle installazioni esistenti. 
Altri processi industriali dove vengono prodotti i COV sono le lavorazioni del legno, la fotolitografia, le colorazioni di tessili, i trattamenti resine, i processi chimici, l'industria della carta.
I COV sono sostanze solventi rilasciate da operazioni di pulizia, verniciatura, stampa e componenti volatili emessi da trattamenti termici con caratteristiche, spesso, di cattivo odore oltre che di specifica tossicità.
L'incenerimento termico è tra le tecniche più tradizionali e diffuse tra quelle che distruggono completamente i COV. 
L'incenerimento è una tecnologia molto versatile; teoricamente è applicabile a qualsiasi miscela organica indipendentemente dal tipo di COV presente e con largo intervallo di concentrazione. 
Limitazioni all'applicabilità sorgono da considerazioni economiche legate al consumo energetico.